# Werner Quenstedt
Werner Quenstedt (* 1. Januar 1893 in München; † 25. Oktober 1960) war ein deutscher Paläontologe und Geologe.

## Leben
Quenstedt war Enkel des berühmten Paläontologen Friedrich August Quenstedt, dessen Biographie er schrieb. Nach dem Abitur 1911 am Wilhelmsgymnasium München studierte er zunächst Medizin, aber auch Geologie und Paläontologie (bei Ferdinand Broili und August Rothpletz) in München. Im Ersten Weltkrieg meldete er sich freiwillig und war sowohl im Sanitätsdienst (zuletzt als Truppenarzt in Frankreich) als auch als Feldgeologe aktiv. Nach dem Krieg vollendete er sein Medizinstudium in München mit der Approbation als Arzt, wandte sich aber der Paläontologie zu und wurde 1922 bei Broili promoviert. Danach war er Assistent in Königsberg und ab 1923 bei Josef Felix Pompeckj in Berlin, bei dem er sich 1929 habilitierte. 1935 wurde er außerordentlicher und 1939 außerplanmäßiger Professor für Paläontologie in Berlin. Bei Kriegsende war er in Tirol (Achenkirch) und erhielt 1946 einen Lehrauftrag in Innsbruck, 1950 in München und Regensburg. Er starb an einem Schlaganfall und liegt in München (Nordfriedhof) begraben.
1925 heiratete er Anne Maria Differing, die ebenfalls eine Enkelin von Friedrich August Quenstedt war und mit ihm auch an Veröffentlichungen zusammenarbeitete. Mit ihr gab er den Fossilium catalogus über Hominiden heraus (1936) und einen bio-bibliographischen Band über Paläontologen heraus. Außerdem war er 1931 bis 1960 Herausgeber des Fossilium catalogus. Von Quenstedt stammt eine geologische Karte 1:100.000 des Tegernsees. Er schrieb Biographien von Geologen und Paläontologen für die Neue Deutsche Biographie und befasste sich mit der Geologie des Achentals sowie wie sein Großvater mit der Jura-Stratigraphie, wobei er im Gegensatz zu diesem aber auch den Jura außerhalb Schwabens einbezog, insbesondere den alpinen Jura.

## Schriften
- Die Anpassung an die grabende Lebensweise in der Geschichte der Solenomyiden und Nuculaceen. Geologische und Paläontologische Abhandlungen, Neue Folge, 18 (1), Jena 1930, S. 1–119.
- mit Anne Quenstedt, Kalman Lambrecht: Palaeontologi. Catalogus bio-bibliographicus, Fossilium Catalogus I, Animalia, pars 72, s´Gravenhage: W. Junk 1938, Neuauflage Arno Press, New York 1978.